# Elecciones provinciales de Santa Fe de 1912
Las elecciones generales de la provincia de Santa Fe (Argentina) de 1912 tuvieron lugar el 31 de marzo del mencionado año con el objetivo de restaurar la normalidad constitucional de la provincia luego de la intervención federal decretada por el presidente Roque Sáenz Peña el 24 de abril de 1911. Los comicios tuvieron un carácter histórico tanto a nivel provincial como nacional, ya que la propia intervención y el llamado a elecciones se realizó con el objetivo de poner en práctica la aplicación de la Ley 8.871 (conocida como Ley Sáenz Peña), que garantizaba el sufragio universal masculino, directo y secreto. Constituyeron, por tal motivo, las primeras elecciones remotamente libres y justas de las que se tenga conocimiento en el territorio de la República Argentina y el éxito en la celebración de las mismas provocó el inicio de la historia electoral contemporánea de dicho país. A partir de estos comicios, incluso durante el período de la Década Infame (donde abiertamente se cometió fraude electoral), el voto en Argentina ha sido al menos nominalmente secreto. Sin embargo, no se implementaría el sufragio femenino hasta 1947 y hasta 1951, no se realizarían elecciones nacionales que incluyeran a todo el país.
Sáenz Peña había intervenido la provincia en 1911 después de que el goberandor Ignacio Crespo (elegido en 1909 en comicios fraudulentos por el sistema de voto cantado) decretase la clausura del Poder Legislativo que intentaba hacerle un juicio político. Ambas cámaras de la Legislatura respondieron solicitando al Poder Ejecutivo Nacional la intervención, que fue otorgada. Una vez aprobada la ley de voto secreto, en febrero de 1912, Sáenz Peña organizó que el interventor Anacleto Gil convocara a comicios limpios para normalizar la situación santafesina. Previamente pactado, el principal partido de la oposición, la Unión Cívica Radical (UCR), había resuelto que, si en los comicios regía el sufragio secreto, aceptarían levantar la abstención que hasta entonces mantenían en todo el país. Dado que debido a la intervención, esta era una elección de apertura, se renovarían todos los cargos provinciales.
La UCR presentó a Manuel Menchaca como candidato a gobernador con Ricardo Caballero como compañero de fórmula. El conservadurismo, dividido en el decadente Partido Autonomista Nacional (PAN), y una formación escindida conocida como la "Coalición", presentó dos fórmulas distintas: la Coalición a Marcial Candioti para gobernador y Alberto J. Paz para vicegobernador y el PAN a Estanislao M. López para gobernador y Luis A. Vila para vicegobernador. Un tercer partido, la Liga del Sur, presentó a su líder Lisandro de la Torre para gobernador con Cornelio Casablanca como compañero de fórmula. Paralelamente, se eligieron ambas cámaras legislativas. El radicalismo obtuvo mayoría absoluta en la Cámara de Diputados, con 24 de los 41 escaños, contra 10 de la Liga del Sur y 7 de la Coalición. En el Senado la competencia fue mucho más cerrada, con una muy pobre primera minoría radical, de solo 6 senadores de 19, contra 5 de los conservadores de la Coalición, 2 del PAN, y 1 de la Liga del Sur.
El resultado fue una estrecha victoria para la UCR con el 40% de los votos y 36 de los 60 miembros del Colegio Electoral Provincial. El conservadurismo dividido obtuvo el 20% de los votos, siendo la de Candioti la candidatura más votada, obteniendo 11 electores. La Liga del Sur, por sí sola, obtuvo el 28% y 13 electores. Se desconoce la participación electoral o los porcentajes de voto extactos.
Aunque hubo rumores de un posible cisma radical en el Colegio Electoral, o de un pacto entre la Liga del Sur y el conservadurismo, estos no se dieron y el 7 de mayo, el Colegio Electoral ratificó a Mechaca y Caballero como gobernador y vicegobernador para el período 1912-1916.